# کوه الفاف
کوه الفاف (به عربی: جبل الألفاف) یک کوه در عراق است که در برطله، نینوا واقع شده‌است. کوه الفاف ۱٬۰۰۰ متر بالاتر از سطح دریا واقع شده‌است.